# Davy Jr. & Guess Who?
Davy Jr. & Guess Who? was een Belgische rockband in de jaren 60 en jaren 70. De groep was afkomstig uit Antwerpen.

## Biografie
In januari 1964 kregen de broers Erwin en Erik Beyrens van hun ouders hun eerste gitaren. De broers baseerden zich op het geluid van The Beatles en gingen spelen in hun eerste groepje, The Silhouettes. De bandleden waren Erwin Beyrens (zang en gitaar), Eric Beyrens (zang en gitaar), Guy Hart (bas) en Fernand Beeckmans (drums).
De broers wilden professioneler gaan en er kwam snel vervanging. Als bassist kwam Alex Gyselinckx, alias "Allan" van de toenmalige ' Mysteries ' Drummer Guy Hofmans, alias Steve, kwam van de Mysteries en Wim Reiling, Collin, zorgde voor de orgelsound.
De groep kende succes met de Beatlessound en kreeg contracten aan de Belgische Kust. Toen de soul opgang maakte, besloot men de trend te volgen en men legde zich toe op de soulnummers van James Brown en Sam & Dave. In Humo's Pop Poll werd de groep verkozen tot "beste soul groep van het jaar 1970". Het was de allereerste groep die op nieuwjaarsnacht op de openbare omroep BRT optrad.
De fijne stemmetjes van Erwin en Erik werden omgevormd door solide soulklanken en de groep werd uitgebreid tot zeven leden, met Chris Pred'homme, Gene en Jules (sax, trompet, trombone), op een bepaald moment zelfs tot twaalf leden. De eerste 45-toerenplaat werd ondertussen uitgebracht op Ronnex Records. Hun eerste plaats bij Ronnex verscheen onder nr. 1393: "Everybody's allright", een echte footstomper, met als B-kant "I'm a little Man". Manager Albert Van Hoogten, die ook BRIAN's artistieke loopbaan in handen had, volgde de groep van nabij en bracht op één jaar nog vijf andere singles uit. "No Man Alive" (Ronnex 1399) werd een hit in Vlaanderen en "Party in Joe Craig's bar" werd in de VS gedraaid. De groep trad ook op verschillende festivals en speelde in verschillende voorprogramma's.
Manager Van Hooghten kon de ambitie van de groep niet volgen en Louis de Vries, van o.m. The Pebbles, bracht een bod uit om ze over te kopen, maar de prijs was te hoog gesteld. De groep was ontevreden en verbrak het contract. Men nam nog een single op in eigen beheer, "Music of the Univers – "Wanting nobody but you/If you know another Way" onder de nieuwe naam Raggedy Yack, maar dat scheerde geen hoge toppen door gebrek aan management.
Erwin en Erik werden gecontacteerd door de baas van Campina Bieren. Hij zou hen sponsoren om een discotheek te bouwen waar Davy Jr. & Guess Who? als huisband zou optreden. De disco werd een succes, maar de band viel uit elkaar, al probeerde Erik nog even verder te doen met een volledig nieuwe formatie onder de naam, Soul Affair Orchestra. Deze groep bracht nog twee elpees uit en de single "Cheer you up".
De twee broers openden nog verscheidene andere discotheken in Antwerpen, waaronder de Beach Club, de Joy Club, Scandals, en de Vogue. Ze gingen daarna bijna 20 jaar in Parijs als model werken en openden ook daar nog een restaurant en club, het Café Vogue. Wegens familiale redenen keerden ze terug naar België in 2004. Ze hielden een eigen muziekstudio in Antwerpen. Ze traden ook een jaar op met Jean Bosco Safari onder de naam Chocolate and Vanilla. Later traden de broers op onder de naam John and Paul.

### Overzicht
- The Silhouettes: 1964 – 1967
- Davy Jr. & Guess Who?: 1967 – 1970
- Raggedy Yack : 1970 – 1972
- Soul Affair Orchestra: 1973 – 1975
- Chocolate & Vanilla: 2010 – 2011
- John and Paul: 2011 – ?

## Discografie

### Singles

#### No man alive (1969)
- Muziek/tekst: Erwin Beyrens
- B-kant "We've climbed a mountain"
- Muziek/tekst: Erwin Beyrens
- Opname: 1969
- Duur: ca. 2.34 min.

Het nummber staat op volgende uitgaven:
- No man alive (1969), vinyl 7"-single, 2 tracks, Ronnex Records (België) 1399
- Wit-lof from Belgium (Vol.1 : 50's-60's) (1990), cd-compilatie, 26 tracks, EMI (België) 794 043
- Made in Belgium - Pop selection (Vol. 1) (1990), cd-compilatie, 16 tracks, Ariola Express (België) 290 033

#### Everybody's allright (1969)
- Muziek/tekst: Erwin Beyrens
- Opname: 1969
- Vinyl 7"-single, 2 tracks
- Ronnex Records (België) 1393
- B-kant: "I'm a little Man"
- Muziek/tekst: Erwin Beyrens

#### Party in Joe' Graig's bar
- Muziek/tekst: Erwin Beyrens
- Davy Jr. & Guess Who
- Opname: 1969
- B-kant: "Cream Cheese" (Wim Reiling)

Deze track staat op volgende uitgaven:
- "Party in Joe' Graig's bar" (1969), vinyl 7"-single, 2 tracks, Ronnex Records (België) 1397

#### Mean mister Mustard (1970)
- Muziek/tekst: Lennon / McCartney
- Vinyl 7"-single, 2 tracks
- Ronnex Records (België) 1414
- B-kant "Are you old enough?"
- Muziek/tekst: Erwin Beyrens & Eric Beyrens

#### Kool and the gang (1970)
- Vinyl 7"-single, 2 tracks
- Ronnex Records (België) 1411
- B-kant "The third Tree"

### Onder de naam "Raggedy Yack"

#### Wanting nobody but you
- Muziek/tekst: Erwin Beyrens
- B-kant "If you know another Way"
- Muziek/tekst: Erwin Beyrens
- Music of the Univers 001

### Studioalbums
Onder de naam Soul Affair Orchestra:

#### Cheer you up (single)
- Disco RONNEX D109A
- Muziek/tekst: Eric Beyrens/De Smedt
- B-kant: "Gonzo"(D.Marione)

#### The Soul Affair Orchestra (album 1)
|    | Titel             | Speelduur |
| -- | ----------------- | --------- |
| A1 | Amor              | 4:50      |
| A2 | Begin The Beguine | 4:07      |
| A3 | Only You          | 4:20      |
| A4 | Love Strut        | 2:35      |
| B1 | Certainly         | 6:40      |
| B2 | O Solo Mio        | 3:35      |
| B3 | Pepita            | 2:35      |
| B4 | Gonzo             | 2:20      |

#### The Soul Affair Orchestra (album 2)
|    | Titel                  | Geschreven door                     | Speelduur |
| -- | ---------------------- | ----------------------------------- | --------- |
| A1 | Amor                   | Gabriel Ruiz                        | 4:50      |
| A2 | Begin The Beguine      | Cole Porter                         | 4:07      |
| A3 | Only You               | Buck Ram                            | 4:20      |
| A4 | O Sole Mio             | E. de Capua                         | 2:35      |
| A5 | Strangers In The Night | Bert Kaempfert                      | 6:40      |
| B1 | Tea For Two            | Irving Caesar, Vincent Youmans      | 3:35      |
| B2 | Sunny                  | Bobby Hebb                          | 2:35      |
| B3 | My Cherie Amor         | H. Cosby, Stevie Wonder, Sylvia Moy | 2:20      |
| B4 | Melancholic Dreams     | A. Vano, Guy de Loo                 | 2:35      |
| B5 | Certainly              | A. Vano, Guy de Loo                 | 2:20      |

### Labels
- Ronnex
- Music of the Univers
- Studio 54 Records

## Leden
- Erwin Beyrens: zang en gitaar
- Eric Beyrens: zang en gitaar

Voormalige leden:
- Alex Gyselinckx: basgitaar
- Wim Reiling: orgel
- Chris Predhomme: saxofoon
- Guy Hofmans: drums
- Jules G. : trompet
- Gene B. trompet